# Сумбава
Сумба́ва (индон. Sumbawa) — остров в составе Малых Зондских островов, принадлежащих Индонезии. Его площадь составляет 15 448 км² и его населяет 1,33 миллиона человек (в том числе сумбавцы). Западная часть острова относится к округу Сумбава с административным центром Сумбава-Бесар. Восточная часть относится к округу Бима и её административным центром является город Воха.
Остров Сумбава знаменует собой границу между островами на западе, которые находились под влиянием религии и культуры индуизма и ислама; и регион на востоке, на чью культуру и религию не оказывали влияния.
Сумбава известна некоторым туристам своим большими волнами и белыми песчаными пляжами. Из-за сложности в досягаемости острова и дефицита дешёвых туристических отелей, остров не посещают большое количество туристов, которым интересен не только сёрфинг, хотя остров довольно красив.
Во время сухого сезона (с апреля по ноябрь) большое количество пыли и песка кружат по острову. Сильные ветры дуют от океана, и пышные зелёные холмы, горы и долины превращаются в пыльно-коричневые. Когда начинается сезон дождей происходит удивительная трансформация острова, когда джунгли становится пышными.

## История
Четыре княжества на западной Сумбаве были в зависимости от восточнояванской империи Маджапахит. Из-за богатых природных ресурсов на остров регулярно вторгались японцы, голландцы, макасарцы. Голландцы впервые появились на острове ещё в 1605 году, но до начала XX века не создавали там органов своей администрации. Западной Сумбавой в течение короткого периода владело балийское царство Gelgel.

## География

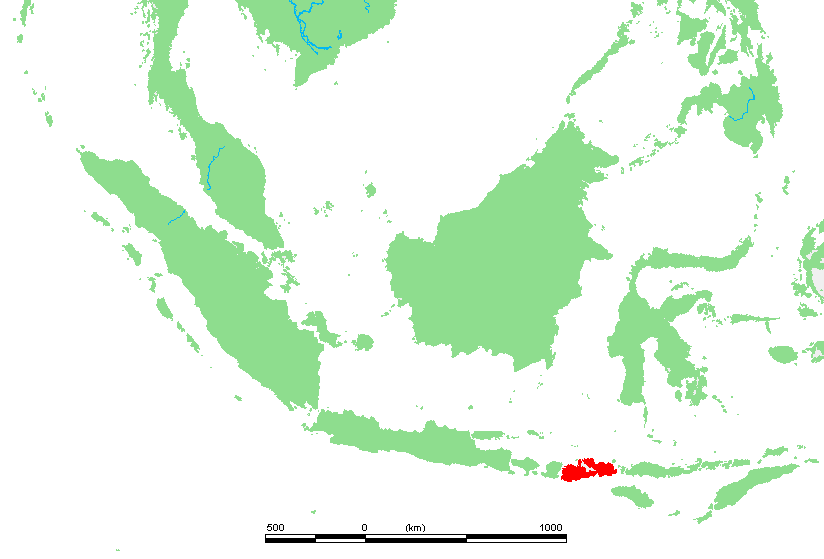
Георасположение Сумбавы

Сумбава расположена в зоне Тихоокеанского огненного кольца. У острова продолговатые очертания и он простирается с запада на восток. В длину он насчитывает около 280 км и в ширину — 90 км. С западной стороны Сумбава отделена проливом Алас от острова Ломбок, с востока — проливом Сапе от острова Комодо.
Это вулканический остров, включая гору Тамбора на севере острова, извержение которой было в апреле 1815 года и является самым разрушительным извержением вулкана в современной истории (примерно в 4 раза больше выброшенной магмы, чем было во время извержения в 1883 году вулкана Кракатау, между Явой и Суматрой). При извержении погибло около 72 тысяч человек, оно вызвало длившуюся несколько лет вулканическую зиму в северном полушарии («год без лета»).

## Экономика
На равнинах возделывание риса и кукурузы. Плантации кокосовой пальмы, гевеи, кофе. Рыболовство. Разработка месторождений серы.